# Leo Palace Resort
Leo Palace Resort – wielofunkcyjny kompleks sportowy i wypoczynkowy w mieście Yona na Guamie. Używany do rozgrywania wielu dyscyplin sportowych. W skład wielkiego kompleksu sportowego wchodzi Stadion Główny z bieżnią lekkoatletyczną, 3 boiska baseballowe, basen do pływania i nurkowania, dodatkowo jedno boisko wieloużytkowe oraz dwa boiska piłkarskie, 4 korty tenisowe.